# Allan C. Durborow
Allan Cathcart Durborow Jr. (* 10. November 1857 in Philadelphia, Pennsylvania; † 10. März 1908 in Chicago, Illinois) war ein US-amerikanischer Politiker. Zwischen 1891 und 1895 vertrat er den Bundesstaat Illinois im US-Repräsentantenhaus.

## Werdegang
Im Jahr 1862 kam Allan Durborow mit seinen Eltern nach Williamsport im Bundesstaat Indiana, wo er die öffentlichen Schulen besuchte. Danach absolvierte er das Wabash College in Crawfordsville. Anschließend studierte er bis 1877 an der Indiana University in Bloomington. Bis 1880 lebte er in Indianapolis, dann zog er nach Chicago. Ab 1887 war er Geschäftsführer des Handelsmagazins Western Electrician. Politisch wurde er Mitglied der Demokratischen Partei.
Bei den Kongresswahlen des Jahres 1890 wurde Durborow im dritten Wahlbezirk von Illinois in das US-Repräsentantenhaus in Washington, D.C. gewählt, wo er am 4. März 1891 die Nachfolge von William E. Mason antrat. Nach einer Wiederwahl konnte er bis zum 3. März 1895 zwei Legislaturperioden im Kongress absolvieren. Im Jahr 1894 verzichtete er auf eine weitere Kandidatur. Nach dem Ende seiner Zeit im US-Repräsentantenhaus arbeitete Allan Durborow in der Versicherungsbranche. Im Jahr 1902 bewarb er sich erfolglos um die Rückkehr in den Kongress. Er starb am 10. März 1908 in Chicago, wo er auch beigesetzt wurde.